# Dăbâca
Dăbâca je obec v župě Kluž v Rumunsku. Žije zde přibližně 1 400 obyvatel. Součástí obce jsou i dvě okolní vesnice.

## Části obce
- Dăbâca – 651 obyvatel
- Luna de Jos – 693 obyvatel
- Pâglișa – 93 obyvatel